# Neu-Isenburg
Neu-Isenburg är en stad i Landkreis Offenbach i Regierungsbezirk Darmstadt i förbundslandet Hessen i Tyskland.